# Богородский, Геннадий
Генна́дий Богоро́дский (род. 1937) — советский легкоатлет, специалист по бегу на короткие дистанции. Выступал на всесоюзном уровне в 1960-х годах, серебряный и бронзовый призёр чемпионатов СССР, обладатель бронзовой медали Спартакиады народов СССР, призёр первенств всесоюзного и всероссийского значения. Представлял Ангарск и Новосибирск, спортивное общество «Труд».

## Биография
Геннадий Богородский родился в 1937 году. Занимался лёгкой атлетикой в Ангарске и Новосибирске, выступал за РСФСР и добровольное спортивное общество «Труд».
Первого серьёзного успеха на всесоюзном уровне добился в сезоне 1961 года, когда на чемпионате СССР в Тбилиси вместе с партнёрами по российской команде выиграл серебряную медаль в зачёте эстафеты 4 × 100 метров. Позднее в беге на 100 метров стал бронзовым призёром на соревнованиях в Краснодаре, показав один из лучших результатов сезона в СССР — 10,4.
В 1962 году на чемпионате СССР по эстафетному бегу в Ташкенте завоевал бронзовую награду в эстафете 4 × 100 метров.
В 1963 году в эстафете 4 × 100 метров с командой РСФСР взял бронзу на чемпионате страны в рамках III летней Спартакиады народов СССР в Москве, уступив лишь сборным Москвы и Ленинграда.